# 沙月愛奈
沙月 愛奈（さつき あいな、1983年9月28日 - ）は、日本の女優。元宝塚歌劇団雪組の娘役。
神奈川県相模原市、駒沢学園女子高等学校出身。身長160cm。愛称は「あゆみ」。

## 来歴
2001年、宝塚音楽学校入学。
2003年、宝塚歌劇団に89期生として入団。入団時の成績は17番。月組公演「花の宝塚風土記／シニョール ドン・ファン」で初舞台。その後、雪組に配属。
在団中は劇団屈指のダンサーとして名を馳せ、数々のショーシーンや選抜メンバーでのダンス場面を牽引。
19年間に渡り幅広い役柄を演じ、雪組を支えるメンバーとして活躍してきたが、2021年11月14日、彩風咲奈・朝月希和トップコンビ大劇場お披露目となる「CITY HUNTER／Fire Fever!」東京公演千秋楽をもって、宝塚歌劇団を退団。
退団後は舞台を中心にした女優業の他、振付助手としても活動している。

## 宝塚歌劇団時代の主な舞台

### 初舞台
- 2003年4 - 5月、月組『花の宝塚風土記（ふどき）』『シニョール ドン・ファン』（宝塚大劇場のみ）

### 雪組時代
- 2003年8 - 12月、『Romance de Paris』『レ・コラージュ』
- 2004年1 - 2月、『Romance de Paris』『レ・コラージュ』（中日劇場）
- 2004年4 - 7月、『スサノオ』『タカラヅカ・グローリー!』
- 2004年11 - 2005年2月、『青い鳥を捜して』『タカラヅカ・ドリーム・キングダム』
- 2005年4 - 5月、『さすらいの果てに』（バウホール） - リディア
- 2005年6 - 10月、『霧のミラノ』 - 新人公演：クレリア（本役：舞咲りん）『ワンダーランド』
- 2005年11月、『銀の狼』 - リザ『ワンダーランド』（全国ツアー）
- 2006年2 - 5月、『ベルサイユのばら-オスカル編-』 - 新人公演：イザベル（晴華みどり）
- 2006年7月、『Young Bloods!!-魔夏の吹雪-』（バウホール） - ロバート（少年）
- 2006年9 - 12月、『堕天使の涙』 - 新人公演：マイヤ（本役：涼花リサ）『タランテラ!』
- 2007年2月、『ハロー!ダンシング』（バウホール）
- 2007年5 - 8月、『エリザベート』 - 新人公演：黒天使
- 2007年10月、『シルバー・ローズ・クロニクル』（ドラマシティ・日本青年館） - キティ
- 2008年1 - 3月、『君を愛してる-Je t'aime-』 - アンニーナ、新人公演：リュシール（本役：山科愛）『ミロワール』
- 2008年5 - 6月、『外伝 ベルサイユのばら-ジェローデル編-』『ミロワール』（全国ツアー）
- 2008年8 - 11月、『ソロモンの指輪』『マリポーサの花』 - 新人公演：リタ（本役：麻樹ゆめみ）
- 2009年1月、『忘れ雪』（バウホール・日本青年館）
- 2009年3 - 5月、『風の錦絵』『ZORRO 仮面のメサイア』 - ミルドリド、新人公演：ルイーザ（本役：天勢いづる）
- 2009年7 - 10月、『ロシアン・ブルー』 - バーリャ・ネコタナ／バレリーナ（ペトルーシュカ）、新人公演：ライサ・ネコタナ（本役：舞咲りん）『RIO DE BRAVO!!（リオ デ ブラボー）』
- 2009年11 - 12月、『情熱のバルセロナ』 - コンスエロ『RIO DE BRAVO!!（リオ デ ブラボー）』（全国ツアー）
- 2010年2 - 4月、『ソルフェリーノの夜明け』 - ジーナ『Carnevale（カルネヴァーレ）睡夢（すいむ）』
- 2010年6 - 9月、『ロジェ』『ロック・オン!』
- 2010年10 - 11月、『はじめて愛した』（ドラマシティ・日本青年館） - シルビー
- 2011年1 - 3月、『ロミオとジュリエット』
- 2011年4 - 5月、『黒い瞳』 - パラーシカ『ロック・オン!』（全国ツアー）
- 2011年7月、『ハウ・トゥー・サクシード』（梅田芸術劇場）
- 2011年9 - 10月、『仮面の男』 - 淑女（勝者）『ROYAL STRAIGHT FLUSH!!』（宝塚大劇場）
- 2011年10- 11月、『仮面の男』 - マントノン夫人『ROYAL STRAIGHT FLUSH!!』（東京宝塚劇場）
- 2012年1月、『インフィニティ-限りなき世界-』（バウホール）
- 2012年3 - 5月、『ドン・カルロス』 - イサベル『Shining Rhythm!』[3]
- 2012年7 - 8月、『フットルース』（梅田芸術劇場・博多座） - ダイアン／カウガール
- 2012年10 - 12月、『JIN-仁-』 - お千代『GOLD SPARK!-この一瞬を永遠に-』
- 2013年2月、『ブラック・ジャック』（ドラマシティ・日本青年館） - エリ[3]
- 2013年4 - 7月、『ベルサイユのばら-フェルゼン編-』 - ロミー
- 2013年8 - 9月、『春雷』（バウホール） - サビーネ[3]
- 2013年11 - 2014年2月、『Shall we ダンス?』 - ナタリー『CONGRATULATIONS 宝塚!!』
- 2014年3月、『ベルサイユのばら-オスカルとアンドレ編-』（全国ツアー） - バイオレット
- 2014年6 - 8月、『一夢庵風流記 前田慶次』 - 采女『My Dream TAKARAZUKA』
- 2014年10月、『伯爵令嬢』（日生劇場） - ルイーズ
- 2015年1 - 3月、『ルパン三世 -王妃の首飾りを追え!-』 - 踊り子『ファンシー・ガイ!』
- 2015年5月、『星影の人』 - 早苗『ファンシー・ガイ!』（博多座）[3]
- 2015年7 - 10月、『星逢一夜（ほしあいひとよ）』 - 澪／代役：汀[注釈 1]『La Esmeralda（ラ エスメラルダ）』
- 2015年11 - 12月、『哀しみのコルドバ』 - リサ『La Esmeralda（ラ エスメラルダ）』（全国ツアー）
- 2016年2 - 5月、『るろうに剣心』 - カトリーヌ／天神
- 2016年6 - 8月、『ローマの休日』（中日劇場・赤坂ACTシアター・梅田芸術劇場） - エヴァ・ガリアーノ／教師
- 2016年10 - 12月、『私立探偵ケイレブ・ハント』 - アデル『Greatest HITS!』
- 2017年2月、『星逢一夜（ほしあいひとよ）』 - 清『Greatest HITS!』（中日劇場）
- 2017年4 - 7月、『幕末太陽傳（ばくまつたいようでん）』 - 女郎およし『Dramatic “S”!』
- 2017年8 - 9月、『琥珀色の雨にぬれて』 - エヴァ『“D”ramatic S!』（全国ツアー）[3]
- 2017年11 - 2018年2月、『ひかりふる路（みち）〜革命家、マクシミリアン・ロベスピエール〜』 - テロワーニュ『SUPER VOYAGER!』
- 2018年3 - 4月、『誠の群像』 - お梅『SUPER VOYAGER!』（全国ツアー）
- 2018年6 - 9月、『凱旋門』 - ケート・ヘグシュトレーム／娼婦『Gato Bonito!!』[3]
- 2018年11 - 2019年2月、『ファントム』 - 従者[3]
- 2019年3 - 4月、『20世紀号に乗って』（東急シアターオーブ） - イメルダ・ソーントン
- 2019年5 - 9月、『壬生義士伝』 - オトラ『Music Revolution!』
- 2019年10 - 11月、『はばたけ黄金の翼よ』 - 霧『Music Revolution!』（全国ツアー）
- 2020年1 - 3月、『ONCE UPON A TIME IN AMERICA（ワンス アポン ア タイム イン アメリカ）』 - ハバナの女
- 2020年9 - 10月、『NOW! ZOOM ME!!』
- 2021年1 - 4月、『fff-フォルティッシッシモ-』 - ロッテ『シルクロード〜盗賊と宝石〜』
- 2021年6月、『ヴェネチアの紋章』 - メリーナ『ル・ポァゾン 愛の媚薬-Again-』（全国ツアー）[3]
- 2021年8 - 11月、『CITY HUNTER』 - 新宿の婆『Fire Fever!』 退団公演[3]

### 出演イベント
- 2014年11月、轟悠ディナーショー『Yū! Just in Time』
- 2018年5月、『凱旋門』前夜祭

## 宝塚歌劇団退団後の主な活動

### 舞台
- 2022年5月、『SAMBA NIGHT 2022』（博品館劇場）[6][2]
- 2022年8 - 9月、『BUNNY GIRL〜十人兎色〜』（六行会ホール） - 松岡麗[注釈 2][7]
- 2023年7月、『レ・ミゼラブル〜惨めなる人々〜』（俳優座劇場） - ファンティーヌ[8]
- 2023年10 - 11月、『Greatest Dream』（東京建物 Brillia HALL・梅田芸術劇場）[9]
- 2024年12月、『RUNWAY』（梅田芸術劇場・KAAT神奈川芸術劇場）[10]
- 2025年4 - 5月、『未来へのOne Step！～世界を結ぶ愛の歌声～』（関西万博EXPOホール「シャインハット」・東京国際フォーラム・梅田芸術劇場）[11]